# نوار (رزن)
نوار (رزن)، روستایی از توابع بخش مرکزی شهرستان رزن در استان همدان ایران است.

## جمعیت
این روستا در دهستان رزن قرار دارد و براساس سرشماری مرکز آمار ایران در سال ۱۳۸۵، جمعیت آن ۱۵۲۸ نفر (۴۹۵خانوار) بوده‌است که در هفت کیلومتری شهرستان رزن واقع شده است بیشتر اهالی این روستا در کارهای فرهنگی،تولیدی،دامداری کشاورزی وباغداری بوده که محصولات باغی اکثراانگور و کشاورزی اکثرا گندم وجو میباشد این روستای از سمت شمال با روستای ینگی قلعه ازسمت جنوب با روستای خیگان ازسمت شرق با روستای شهرک زراعی واز سمت غرب با روستاهای تکیه و سیراب همجوار بوده و دارای اب قنات عمومی میباشد تپه روستای نوار با قدمتی حدودا 3500 ساله میباشد که با بی توجهی مسئولین شهرستان و دهیار وشوراهای سابق این روستا در عرض20 سال تقریبا 50 درصد از ان به علت خاکبرداری و تخلیه زباله نابود شده است.

## زندگی
این روستا دارای زمینی هموار و کاملا قابل کشت بوده و مردمانی خونگرم و مهمانپذیر دارد